# Бродокалмакский район
Бродокалмакский район — административно-территориальная единица в составе Уральской и Челябинской областей, существовавшая в 1923—1959 годах. Административный центр — село Бродокалмак.
Бродокалмакский район был образован в составе Челябинского округа Уральской области в 1923 году. В 1930 году в связи с ликвидацией округов Бродокалмакский район перешёл в прямое подчинение Уральской области. 17 января 1934 года Бродокалмакский район вошёл в состав новой Челябинской области.
По данным 1945 года Бродокалмакский район включал 19 сельсоветов: Алабугский, Ачикулевский, Баклановский, Беликульский, Бродокалмакский, Карсинский, Киргинский, Кошкульский, Нижне-Петропавловский, Околодский, Поповский, Русско-Теченский, Саламатовский, Сугоякский, Тавранукльский, Теренкульский, Тирикульский, Феклинский и Шуранкульский
15 октября 1959 года Бродокалмакский район был упразднён, а его территория передана в Красноармейский район.